# Best Selection Album of Victor Years
『Best Selection Album of Victor Years』（ベスト セレクション アルバム オブ ビクター イヤーズ）は、日本のロックバンド・KEYTALKのベスト・アルバム。2020年3月18日にGetting Betterより発売された。

## 概要
2013年から2018年までのビクター在籍期間中に発表した楽曲を集めた自身初のベスト・アルバム。主にシングル表題曲やアルバムリード曲が収録されている。
カップリング集『Coupling Selection Album of Victor Years』や、本作とカップリング集がセットになった『Best Selection Album of Victor Years Complete Box』も同時発売。
当初は3月11日に発売予定だったが、新型コロナウイルス流行による製造の遅延により3月18日に延期となった。

## 収録曲
楽曲の詳細は各項目を参照。

### Disc 1（Vol.1）
1. コースター
メジャーデビューシングル
2. パラレル
メジャー2ndシングル
3. MURASAKI
2ndアルバム『OVERTONE』リードトラック
4. MONSTER DANCE
メジャー3rdシングル
5. FLAVOR FLAVOR
メジャー4thシングル
6. 桜花爛漫
メジャー5thシングル
7. YURAMEKI SUMMER
3rdアルバム『HOT!』リードトラック
8. バイバイアイミスユー
3rdアルバム収録曲
9. スターリングスター
メジャー6thシングル
10. HELLO WONDERLAND
メジャー7thシングル

### Disc 2（Vol.2）
1. MATSURI BAYASHI
メジャー8thシングル
2. Love me
メジャー9thシングル
3. ASTRO
メジャー10thシングル
4. Summer Venus
4thアルバム『PARADISE』リードトラック
5. Oh!En!Ka!
配信限定シングル及び4thアルバム収録曲
6. 黄昏シンフォニー
メジャー11thシングル
7. セツナユメミシ
メジャー12thシングル
8. ロトカ・ヴォルテラ
メジャー13thシングル
9. 暁のザナドゥ
5thアルバム『Rainbow』リードトラック
10. Cheers!
メジャー14thシングル
本作にてアルバム初収録となった。

## Best Selection Album of Victor Years Complete Box
『Best Selection Album of Victor Years Complete Box』（ベスト セレクション アルバム オブ ビクター イヤーズ コンプリート ボックス）は、KEYTALKのボックス・セット。

### 概要
同時発売のベスト・アルバム2作品『Best Selection Album of Victor Years』『Coupling Selection Album of Victor Years』を収録したボックス・セットでビクターオンラインストア限定かつ数量生産限定で販売された。ビクターオンライン数量生産限定盤Aとビクターオンライン数量生産限定盤Bの2形態が存在するが、違いは付属映像がDVDかBlu-rayかの違いのみである。セット特典として、限定オリジナルTシャツとメンバー直筆サイン入りサンクスカードが封入されている。

### 収録内容
1. Best Selection Album Vol.1
2. Best Selection Album Vol.2
3. Coupling Selection Album Vol.1
4. Coupling Selection Album Vol.2
5. Live Best Selection Disc
6. Best Selection Music Video Disc